# بوعيش
بوعيش، بلدية بدائرة الشهبونية ولاية المدية الجزائرية.